# بنزالدئید
| بنزآلدئید | بنزآلدئید                                                        |
| --- | ---------------------------------------------------------------- |
| بنزآلدهید · بنزآلدئید |                                                                  |
| شناسنامه |                                                                  |
| نام‌های دیگر | فنیل متانال بنزن نیست کربوکس‌آلدئید بنزوئیک آلدئید بنزن کربالدئید |
| فرمول مولکولی | C7H6O                                                            |
| SMILES | c1ccccc1C=O                                                      |
| جرم مولی | 106.13 g/mol                                                     |
| نما(ظاهر) | مایع بی رنگ                                                      |
| CAS number | [100-52-7]                                                       |
| ویژگی‌ها |                                                                  |
| چگالی و فتن(حالت) فیزیکی | 1.0415 g/mL آبگونه (مایع)                                        |
| حلالیت در آب | کم حل شدنی (0.6 wt at 20 °C)                                     |
| در اتانول | حل نشدنی                                                         |
| دمای ذوب | -26 °C                                                           |
| دمای جوش | 178.1 °C                                                         |
| گران روی | 1.4 cP در25 °C                                                   |
| ترکیب‌های وابسته |                                                                  |
| آلدهیدهای وابسته | آنیس‌آلدهید وانیلین                                               |
| ترکیب‌های وابسته | بنزیل الکل بنزوئیک اسید                                          |
| به جز بجش‌های گفته شده، داده‌های داده شده درباره ی ماده‌ها در سامه‌های استاندارد (در 25 °C, 100 کیلو پاسکال) بستهٔ داده‌های شیمیایی وسرزدنی ها(مرجع‌ها)ی ویکی‌پدیا |                                                                  |

یک ترکیب شیمیایی است که از حلقهٔ بنزنی که یک هیدروژن آن با یک آلدئید جایگزین شده‌است؛ ساخته شده‌است. ساده‌ترین آلدهید آروماتیک بوده و در یک از پرکاربردترین ماده‌های شیمیایی در فیار(صنعت) است.
در دمای اتاق مایعی بی رنگ با بویی خوشایند مانند بوی بادام‌زمینی می‌باشد. بنزآلدئید مایهٔ بوی بادام تلخ بود و در شمار ماده‌های سازندهٔ روغن بادام تلخ است . همچنین بنزالدهید در زردآلو، گیلاس، برگ بویا و هلو حضور دارد.

## واکنش ها

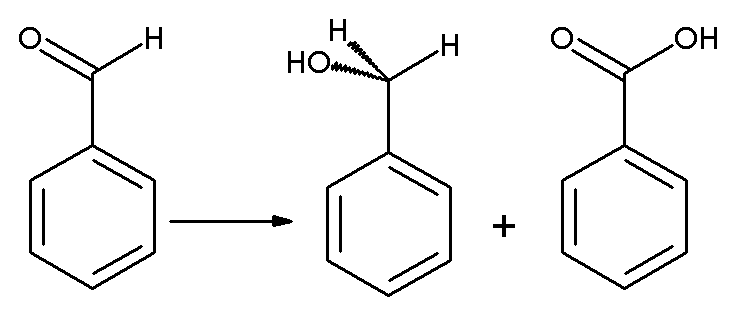
تجزیهٔ بنزآلدهید

بنزالدهید را می توان به بنزوئیک اسید تبدیل کرد. در واقع بنزالدهید به آسانی تحت اکسیداسیون قرار می گیرد تا بنزوئیک اسید در معرض هوا در دمای اتاق ایجاد شود که باعث ایجاد ناخالصی رایج در نمونه های آزمایشگاهی می شود.  از آنجا که نقطه جوش بنزوئیک اسید بسیار بالاتر از بنزالدهید است ، ممکن است با تقطیر خالص شود.  بنزیل الکل را می توان از بنزالدهید با استفاده از هیدروژناسیون تشکیل داد.  واکنش بنزالدهید با سدیم استات بی آب و استیک انیدرید باعث ایجاد سینامیک اسید می شود ، در حالی که از پتاسیم سیانید الکلی می توان برای تراکم تراکم بنزالدهید به بنزوئین (واکنش تراکم بنزوئین) استفاده کرد.  بنزالدهید در واکنش کانیزارو شرکت کرده  و تولید بنزیل الکل و بنزوئیک اسید می‌کند.